# Cultura capacha

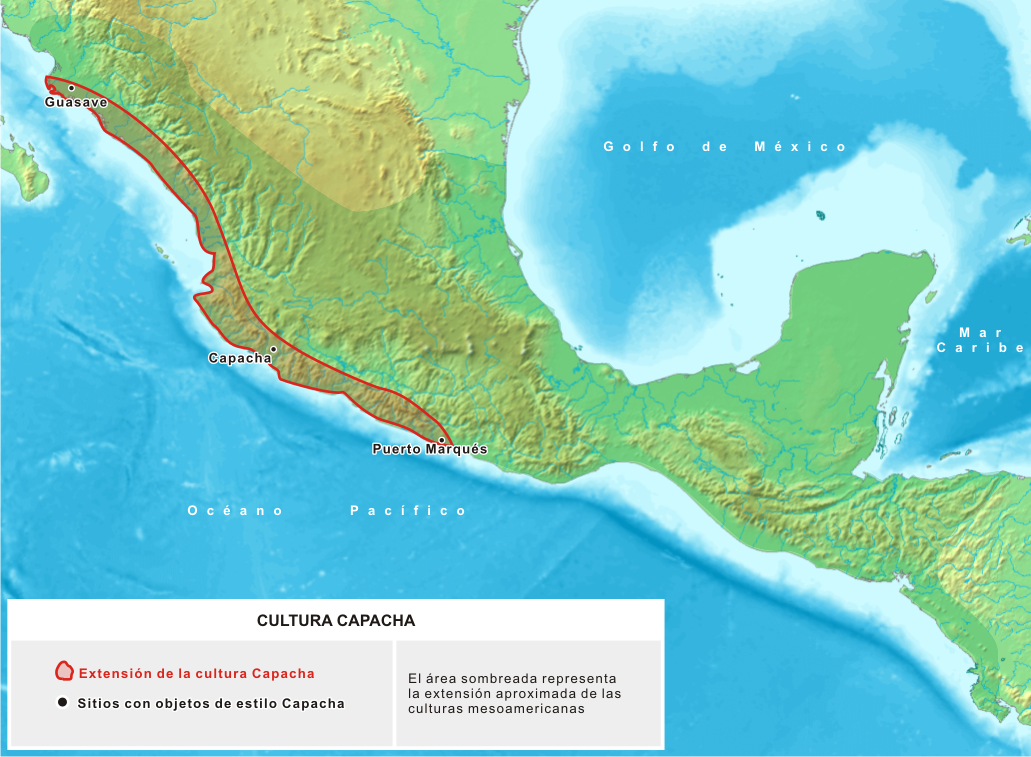
Mapa de l'extensió de la cultura capacha

Capacha és un jaciment arqueològic que es troba a uns 6 quilòmetres al nord-est del municipi de Colima, a l'estat mexicà de Colima. Aquest jaciment és el cor de l'antiga cultura capacha mesoamericana.
Els pobles de la cultura capacha se situaren entre la Serra Madre Occidental de Jalisco i la Vall de Colima. Alguns jaciments de l'àrea tenen relacions amb Capacha, com ara Embocadero II (800 abans de la nostra era) a la Vall de Mascota, que té antecedents de la tradició de les tombes de tir. També s'hi troben evidències d'articles de pedra verda, grans cilíndrics de jadeïta i possiblement amazonita, així com fragments de turquesa.
Se sap que hi hagué estretes relacions entre Capacha i El Opeño, per la relació de la ceràmica existent entre els tipus roig de la zonal i roig fosc/beix, així com per semblances entre els tipus de figuretes de tots dos conjunts.
Aquesta informació és corroborada per estatuetes d'estil d'El Opeño i ceràmica de tipus Capacha trobades a l'àrea de Tuxpan-Tamazula-Zapotlán; així com en altres indrets de Jalisco, on es van trobar tombes de tir semblants a les d'El Opeño i atuells ceràmics similars als de Capacha.
A més a més, la cultura capacha tingué algun tipus de contacte amb cultures del centre de Mèxic, com ara la de Tlatilco, entre els 1300 i 900 ae, que probablement van tenir un major nivell de desenvolupament en aquest moment.
Beatriz Braniff i altres investigadors van assenyalar la presència d'un tertium quid al centre de Mèxic diferenciat de les tradicions olmeques del centre de Mèxic, l'origen del qual era la regió occidental.

## Rerefons

### Origen de la cultura
Els arqueòlegs reconeixen l'origen de Mesoamèrica en una «cultura mare» representada per l'estil i la cultura olmeca. A l'àrea occidental, però, no s'ha trobat fins hui res que puga identificar-se com a tal. No n'hi ha pas evidència ni tan sols de Teotihuacán (influència mesoamericana central del període clàssic).
És clar que les cultures de Colima i d'altres àrees de l'oest tenien personalitat pròpia. Les obres artístiques de Colima en les ofrenes ceràmiques de tombes de tir reflecteixen una societat més «còmoda», lliure, igualitària, amb trets familiars i domèstics, molt diferent de les obres artístiques d'altres societats. El detall i la qualitat artística de les figures de dones, hòmens, gossos, lloros, ratpenats, serps, etc., evidencien que els artistes observaven amb cura aquests elements quotidians.
Les excavacions a Colima i Michoacán ens permeten reconéixer, si més no, dues arrels, tan antigues com les olmeques. Es tracta de Capacha i El Opeño. Capacha, abans del 1500 abans de la nostra era tenia enterraments amb «bules» i gerros de ceràmica amb mànec en «estrep», i certs tipus de figuretes i metates.

### Descobriment
La va descobrir i estudiar Isabel Truesdell Kelly, arqueòloga estatunidenca que feu excavacions a la zona de Colima el 1939. Les semblances entre peces d'aquesta cultura i la ceràmica contemporània a l'àrea d'Equador indiquen que va haver-hi alguns vincles entre les primeres cultures occidentals mesoamericanes i les dels Andes.

## Cultura capacha
Amb aquest nom es coneix el jaciment arqueològic de Capacha a Colima. Fou el primer de característiques complexes i desenvolupat a l'àrea, datat d'entre el 2000 i el 1200 ae.
La cultura Capacha fou coetània d'altres importants centres culturals de l'àrea, com ara El Opeño, Michoacán, i la primera fase de Tlatilco a la Vall de Mèxic. La distribució geogràfica de la ceràmica de Capacha abasta la costa del Pacífic, entre els estats de Sinaloa al nord i Guerrero al sud. En concret, són importants els enterraments descoberts per Gordon F. Ekholm a Guasave, a Sinaloa.

### Etapes culturals
El desenvolupament cultural d'aquesta àrea s'ha dividit en set fases, denominades segons els indrets on es van trobar:
- Fase Capacha
- Fase Ortices
- Fase Comala
- Fase Colima
- Fase Armeria
- Fase Chanal
- Fase Periquillos

### Cronologia de les cultures
| Període                                                             | de l'any | de l'any | a l'any | Descripció |
| ------------------------------------------------------------------- | -------- | -------- | ------- | --- |
| Preclàssic primerenc                                                | 2500 ae  | 2500 ae  | 1200 ae | Preclàssic primerenc |
| Fase Capacha                                                        | 1500 ae  | 1500 ae  | 1000 ae | La ceràmica s'associa als ritus funeraris. Les formes característiques de la ceràmica són el guaje o el bule                                                                            |
| Preclàssic mitjà                                                    | 1200 ae  | 1200 ae  | 400 ae  | Preclàssic mitjà |
| Fase Ortices                                                        | 500 ae   | 500 ae   | 500 ae  | Es creen les tombes de tir, cambres funeràries sota terra amb atuells antropomorfs o zoomorfs                                                                                           |
| Preclàssic tardà                                                    | 400 ae   | 400 ae   | 200     | Continua la fase Ortices i comença la fase Comala |
| Clàssic primerenc                                                   | 200      | 200      | 600     | Clàssic primerenc |
| Fase Comala                                                         | 100      | 100      | 700     | Continua la tradició de les tombes de tir. La ceràmica arriba a l'apogeu estètic |
| Fase Colima                                                         | 400      | 400      | 600     | Desaparició gradual de la tradició de les tombes de tir i aparició de ciutats planificades, amb places i túmuls. Figures de pedra. La ceràmica es torna més utilitària                  |
| Clàssic tardà                                                       | 600      | 600      | 900     | D'aquest període hi ha influència dels cànons mesoamericans |
| Fase Armería                                                        | 500      | 500      | 1000    | La ceràmica és geomètrica amb decoració senzilla i lineal |
| Postclàssic primerenc                                               | 900      | 900      | 1200    | Postclàssic primerenc |
| Fase Chanal                                                         | 600      | 600      | 1500    | Hi apareixen ciutats com El Chanal, similars a les de l'altiplà, amb elements de pedra amb representacions de déus. Les figures de ceràmica se solidifiquen i es fan objectes de metall |
| Postclàssic tardà                                                   | 1200     | 1200     | 1521    | Postclàssic tardà |
| Fase Periquillos                                                    | 1000     | 1000     | 1500    | Tres dominis tenen el control militar i comercial: Alimán, Colimán i Cihuatlán-Tepetitango. La ceràmica és basta amb trets més estilitzats i aparença primitiva                         |
| Source: Cano, Olga, Colima and its treasures, Arqueología Mexicana. |          |          |         | |

La cultura capacha engloba nou jaciments identificats en la meitat est de l'estat de Colima. S'han trobat elements arqueològics d'aquesta tradició en els estats de Nayarit, Jalisco, Sinaloa, Guerrero, Morelos, Michoacán i Mèxic.
Entre aquests llocs es troben els següents:

### El Opeño
El Opeño és un jaciment arqueològic situat al municipi de Jacona, en l'estat de Michoacán. És un indret amerindi, conegut sobretot pel material ceràmic trobat en els conjunts funeraris del jaciment, que s'han datat del període mesoamericà preclàssic tardà. La importància d'aquest indret en l'arqueologia mesoamericana es deu a l'antiguitat i a l'àmplia difusió del seu estil, contemporani a altres creacions de la cultura nadiua com la cultura Capacha i anteriors dels de Chupícuaro. Les tombes d'El Opeño són les més antigues de Mesoamèrica trobades fins ara. Daten del voltant del 1600 ae, per la qual cosa són anteriors al desenvolupament de la cultura olmeca, amb centres principals a la costa del Golf de Mèxic, que va florir uns segles després.

### La Campana
La Campana és un jaciment arqueològic situat a pocs quilòmetres de Capacha, inclòs en la llista del Patrimoni Arqueològic mexicà des del 1917. És a la rodalia de Colima. Aquest indret fou el centre de població amerindi més gran de l'occident de Mèxic. Les recerques indiquen que algunes de les seues característiques estan relacionades amb la cultura teotihuacana del període clàssic.

### Conjunt Los Ortices
Els arqueòlegs li assignen un període entre el 300 ae i el 300. Es troba al sud-oest de Colima, a la rodalia del poblat de Los Ortices. Aquest assentament indígena evolucionà més que el de Capacha: produïen ceràmiques més fines, també feien escultures en pedra i soterraven els morts en tombes de tir, molt característiques de l'àrea.

### Conjunt Armería i Colima
Situats cronològicament entre els anys 600 i 1100, en una zona a l'est de la ciutat de Colima, al barri El Moralete, aquest grup nadiu va elaborar artesanies amb trets una mica més primitius que la resta. Va desenvolupar una menor varietat de ceràmica i construïa tombes de tir més tosques.

### Conjunt El Chanal
El Chanal creà l'estil més representatiu de l'àrea. A mitjan segle xx s'hi va trobar una piràmide esglaonada; a començament dels anys 1990 s'hi van descobrir esplanades, temples, places i un joc de pilota: testimoniatges arquitectònics d'una cultura que havia aconseguit un alt grau d'evolució. Al 1520, aquest conjunt ja havia desaparegut i només en restaven a la zona alguns pobles originaris, aparentment sotmesos a una altra ciutat més poderosa, Tecomán.

## Aspectes importants
Aquest important indret i el seu desenvolupament cultural van permetre generar diversos aspectes importants de la civilització, com ara:
- Tradició ceràmica capacha
- Tradició de la tomba de tir
- Evidències de relació amb Sud-amèrica

### Ceràmica capacha

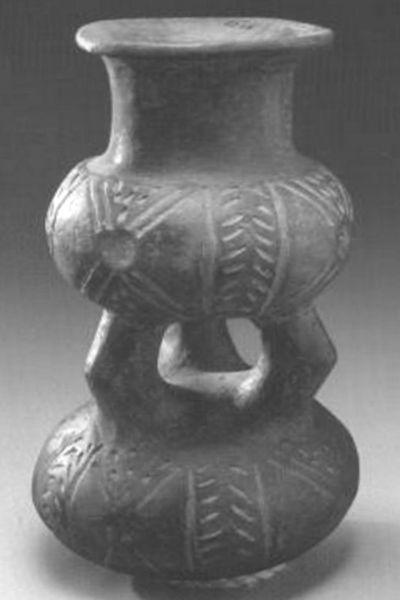
Atuell de la cultura capacha

Les anàlisis de mostres de ceràmica trobades en diversos llocs de l'estat de Colima, San Blas, Ixtapa i Tomatlán (Jalisco), amb termoluminiscència i carboni 14 han proporcionat dates entre el 1320 i el 220 abans de la nostra era.
L'originalitat ceràmica capacha es basa en dos tipus:
- Grans atuells de ceràmica, amb forma de dos gerros globulars muntats un sobre l'altre. Es denominen bule.[14]
- Ceràmica que consta de dos gots globulars superposats, connectats entre si per dos o tres tubs. Aquesta forma de ceràmica s'assembla a la tradició ceràmica sud-americana amb mànec d'«estrep».

### Tombes de tir
La ceràmica de les cultures de Colima es dipositava sobretot com a ofrena en tombes de tir.
Una de les característiques més representatives d'aquesta cultura són les tombes de tir, cambres funeràries amb accés per un tir o pou, d'ací el seu nom.
La construcció normalment es feia amb una profunditat que variava depenent de la duresa del terra; a voltes amb graons o un conducte circular vertical, d'1,20 a 1,40 m de diàmetre, per a arribar a una, dos o tres saletes, semblants a un forn, on es dipositaven les ofrenes al costat del mort.
Les ofrenes podien incloure ceràmiques amb diferents motius; hòmens o dones fent alguna activitat, i testimoniatges de la seua manera de viure (ex. caçadors, músics, llauradors amb les seues pertinences i roba). També podia incloure articles o ornaments d'ús quotidià, o el seu nahual. El seu nahual representava un company de viatge a l'Inframon: el Déu de la mort que guia l'ànima pels nou torrents que separen el mort del cel.
En acabar la cerimònia fúnebre, les tombes eren segellades amb lloses de pedra o metates i el pou s'omplia de terra. Aquesta mena de cambres funeràries aparegueren durant el Preclàssic mitjà i el Clàssic primerenc. A més a més de l'occident de Mèxic, també se'n troben a Colòmbia.
La desaparició d'aquesta tradició funerària va establir un canvi en el culte a les deïtats, i això probablement va conduir a la construcció de centres cerimonials i places, com a resultat de l'arribada d'emigrants provinents de grups de l'altiplà. A partir de la fase Armería (500-1000) canviaren les característiques ceràmiques i aparegueren construccions defensives i representacions de déus de l'altiplà, com ara Tlàloc i Huehueteotl. Durant la fase Chanal (600-1500) es van construir ciutats com El Chanal i La Campana, amb places, plataformes i piràmides de pedra, aspecte característic de l'arquitectura de la zona.

### Sud-amèrica
N'hi ha similituds entre l'occident de Mèxic i Amèrica del Sud, inclosa la construcció de tombes de tir en àrees de tots dos llocs. Se n'han trobat elements comuns amb països tan llunyans com ara Colòmbia, Equador i el Perú; s'infereix que va haver-hi algun tipus de contacte potser per navegació oceànica. Se'n trobaren evidències a Playa Tesoro (200-700), a la costa de Colima.
Sobre el nahual dins les tombes, algunes formes d'animals són molt semblants a les de la cultura mochica del Perú.
D'altres van establir-ne vincles amb la cultura machalilla d'Equador.
Segons Isabel Kelly, pràcticament totes les característiques definitòries de la cultura capacha també es troben en conjunts de ceràmica del nord d'Amèrica del Sud.